# Frontaliers disaster
Pour plus de détails, voir Fiche technique et Distribution.
Frontaliers disaster est un film suisse réalisé par Alberto Meroni, sorti en 2017.

## Synopsis
Cette comédie oppose un douanier suisse à un frontalier italien.

## Fiche technique
- Titre original : Frontaliers disaster
- Réalisation : Alberto Meroni
- Scénario : Flavio Sala, Alberto Meroni, Barbara Buracchio, Paolo Guglielmoni
- Costumes : Giulia Fratini
- Photographie : Giacomo Jaeggli
- Son : Vittorio Castellano
- Montage : Alberto Meroni, Flavio Sala
- Musique : Fabio Martino, Michele Carobbio
- Production : Alberto Meroni
- Société de production : MFD Morandini Film Distribution Sagl
- Budget : 720 000 francs suisses
- Pays d'origine :  Suisse
- Langue originale : italien

- Dates de sortie :
  - Suisse : 21 décembre 2017

## Distribution
- Flavio Sala : Roberto Bussenghi
- Paolo Guglielmoni : Loris J. Bernasconi
- Barbara Burrachio : Amélie
- Flavio Sala : Ul Verunell
- Teco Celio : le commandant des gardes-frontières